# Moritz Leuenberger
Pour les articles homonymes, voir Leuenberger.
Moritz Leuenberger, né le 21 septembre 1946 à Bienne (originaire de Rohrbach), est un homme politique suisse, membre du Parti socialiste. Conseiller fédéral de 1995 à 2010, il exerce à deux reprises, en 2001 et en 2006, la fonction de président de la Confédération.

## Biographie
Avocat de formation, il représente en particulier les victimes du régime du dictateur philippin Ferdinand Marcos et obtiendra le retour aux Philippines des fonds de ce dernier enregistrés dans les banques suisses[réf. nécessaire]. Il préside l'ASLOCA de 1972 à 1991.

## Parcours politique
Membre du Conseil général (parlement) de la ville de Zurich de 1974 à 1983, il représente le canton de Zurich au Conseil national de 1979 à 1995. En 1991, il est élu au Conseil d'État du canton de Zurich, où il dirige le département de l'intérieur et de la justice. 
Il est élu le 27 septembre 1995 au Conseil fédéral, devenant le 101e conseiller fédéral de l'histoire. Le 1er novembre, il prend la tête du Département fédéral de l'environnement, des transports, de l'énergie et de la communication. Démissionnaire le 9 juillet 2010, il quitte le Conseil fédéral le 31 octobre suivant.